# Christiane Roßbach
Christiane Roßbach (* 1963 in Augsburg) ist eine deutsche Schauspielerin.

## Leben
Ihre Schauspielausbildung absolvierte sie an der Otto-Falckenberg-Schule in München. Von 1989 bis 2001 war sie festes Ensemblemitglied am Residenztheater München, von 2002 bis 2005 am Theater Freiburg und von 2006 bis 2011 am Düsseldorfer Schauspielhaus. Dort wurde ihr 2008 der Publikumspreis Gustaf als beste Schauspielerin verliehen. Von 2011 bis 2018 war sie freischaffend tätig. Seit 2018 ist sie festes Ensemblemitglied am Schauspiel Stuttgart. Sie arbeitete u. a. mit den Regisseuren Sebastian Baumgarten, Andreas Kriegenburg, Matthias Hartmann, Robert Lepage, Kirsten Esch, Alexander Lang und Amélie Niermeyer. In der Regie von Stephan Rottkamp spielte sie u. a. die Titelrollen in Ibsens Nora und in Hedda Gabler und die Mutter in Lorcas Bluthochzeit. Mit ihrer tiefen markanten Stimme ist Christiane Roßbach seit Jahren an zahlreichen Produktionen von Hörspielen, Features und Lesungen des Bayerischen Rundfunks beteiligt. In Meine geniale Freundin, einer Hörspielserie nach dem Bestseller von Elena Ferrante, sprach Christiane Roßbach die Hauptrolle.

## Theaterrollen (Auswahl)
- Schauspielhaus Düsseldorf, 2006–2007: Elias Canetti: Hochzeit, Regie: Amélie Niermeyer (Rolle: Johanna, die Brautmutter)

## Filmografie
- 1998: Sieben Monde Regie: Peter Fratzscher

## Hörspiele (Auswahl)
- 2000 Thomas Mann: Der Zauberberg, Regie: Ulrich Lampen (Hörspiel des Monats Dezember 2000)
- 2014 Michail Bulgakow: Meister und Margarita als Praskowja Fjodorowna, Regie: Klaus Buhlert
- 2022 Elena Ferrante: Neapolitanische Saga als Elena Greco älter/Erzählerin (15h 30min, Die Hörspiele – Meine geniale Freundin – Die Geschichte eines neuen Namens – Die Geschichte der getrennten Wege – Die Geschichte des verlorenen Kindes) – Bearbeitung und Regie: Katja Langenbach, Martin Heindel, Komposition: Ulrike Haage (als Podcast/Download im BR Hörspiel Pool)[2]